# Hou Xuemei
Hou Xuemei (chinesisch 侯雪梅; geboren 27. Februar 1962 in der Provinz Zhejiang, Volksrepublik China) ist eine ehemalige chinesische Leichtathletin. Ihre Spezialdisziplin war der Diskuswurf.

## Sportlicher Werdegang
Das erste Mal trat Hou Xuemei international bei den Asienspielen 1986 in Erscheinung, die in der südkoreanischen Hauptstadt Seoul ausgetragen wurden. Mit 59,28 m gewann sie die Goldmedaille.
Bei der Universiade 1987 in Zagreb wurde sie mit 64,04 m Dritte. Mit 58,26 m verpasste sie das Finale der Leichtathletik-Weltmeisterschaften 1987 in Rom um knapp 60 cm.
Bei den Olympischen Spielen 1988 in Seoul erreichte sie mit 62,64 m das Finale, in der Qualifikation waren 62,50 m gefordert. Im Finale steigerte sie sich auf 65,94 m und belegte Rang 8.
Die Universiade 1989 wurde in Duisburg ausgetragen. Huo Xuemei warf die Scheibe auf 65,32 m und sicherte sich mit dieser Weite den Sieg. Beim Leichtathletik-Weltcup 1989 in Barcelona kam sie mit 66,04 m auf Platz 2. Damit hatte sie acht Punkte für die asiatische Mannschaft gesammelt, die in der Endabrechnung mit 67,5 Punkten Platz 6 erreichte. 1990 konnte sie dann ihren Titel bei den Asienspielen in Peking mit 63,56 m verteidigen. 
Hou Xuemeis Bestweite lag bei 68,62 m, die sie 1988 erzielte.